# Tjasker Ossenzijl
De Tjasker Ossenzijl is een tjasker aan de Hoogeweg tussen Kalenberg en Ossenzijl in de Nederlandse provincie Overijssel.
Het molentje is in 1977 gebouwd in het natuurgebied De Weerribben. Met het molentje worden achtergelegen rietlanden van water voorzien. Even zuidelijker aan de Hoogeweg staan nog een tjasker en de spinnenkopmolen De Wicher.
De tjasker is in de Kop van Overijssel overigens vroeger op meerdere plekken ingezet voor het bemalen van kleine percelen.
Deze tjasker heeft houten roeden met een lengte van 5,55 meter die dwarsgetuigd zijn opgehekt. Het object heeft de status gemeentelijk monument.